# Bathylaconidae
I Bathylaconidae sono una famiglia di pesci ossei abissali appartenenti all'ordine Osmeriformes.

## Distribuzione e habitat
Sono diffusi in tutti gli oceani tropicali e temperati. Sono assenti dal mar Mediterraneo.
Vivono nel piano abissale fino a una profondità di oltre 4000 metri.

## Descrizione
Sono piuttosto simili agli Alepocephalidae ai quali in passato erano riuniti. La pinna dorsale è inserita indietro, appena prima del peduncolo caudale. La pinna anale è anch'essa arretrata, di solito simmetrica alla dorsale. Non c'è la pinna adiposa. La bocca è grande, raggiunge e supera l'occhio. Le scaglie sono grandi. La vescica natatoria è assente.
Il colore è scuro in tutte le specie.
Le dimensioni sono di qualche decina di cm.

## Biologia
Pressoché ignota.

## Specie
- Genere Bathylaco
  - Bathylaco macrophthalmus
  - Bathylaco nielseni
  - Bathylaco nigricans
- Genere Herwigia
  - Herwigia kreffti[2]